# Guy Berryman
Guy Rupert Berryman (ur. 12 kwietnia 1978) – gitarzysta basowy, członek rockowej grupy Coldplay.

## Życiorys
Berryman urodził się w Kirkcaldy w Szkocji, a gdy miał 12 lat przeprowadził się do Kent w Anglii. Tam uczęszczał do prestiżowej szkoły prywatnej Kent College. Guy Berryman gra na gitarze basowej odkąd skończył 16 lat. Kolekcjonuje on wszelkiego rodzaju wydawnictwa z muzyką funkową oraz groove, której słuchał w młodości.
Zanim powstał Coldplay, muzyk grał w zespole Time Out.
Ojciec Berrymana jest inżynierem, który pracował m.in. przy budowie Eurotunelu, a obecnie współpracuje z Adrianem Hemmingiem. Początkowo chciał iść w ślady ojca i rozpoczął studia inżynierskie na University College London, jednak po jakimś czasie zmienił wydział na architekturę. Po kilku miesiącach nauki, postanowił ostatecznie zrezygnować ze studiów. Podczas gdy inni członkowie Coldplay kontynuowali studia, Berryman pracował jako barman w pubie.
Guy Berryman nigdy nie lubił sportu i podczas swojej nauki w szkole nie uczęszczał na dodatkowe zajęcia sportowe, popularne wśród większości uczniów. Zamiast tego, był członkiem szkolnego zespołu muzycznego, w którym grał na trąbce i perkusji.
Mimo iż Berryman jest leworęczny, na gitarze gra prawą ręką.
Podczas trasy koncertowej Twisted Logic Tour, promującej trzeci studyjny album Coldplay, X&Y, muzyk postanowił, że będzie robił niespodziewane zdjęcia członkom grupy. Fotografie te były następnie ukazywane na ekranach podczas występów zespołu w ramach tej trasy.

## Twórczość
Do autorytetów muzycznych Berrymana należą m.in. James Brown, The Beatles, Kool & The Gang, Pink Floyd i Maceo Parker.
Jesienią 2004 Berryman wraz z Willem Championem, innym członkiem Coldplay, pojawili się gościnnie na pierwszym solowym albumie klawiszowca grupy A-ha Magne’a Furuholmena, Past Perfect Future Tense.

## Życie prywatne
W 2004 ożenił się z Joanną Briston, swoją sympatią z dzieciństwa. Mają jedną córkę, Nico, która urodziła się 17 września 2006. Joanna jest właścicielką sklepu odzieżowego Jezebell w Londynie. W marcu 2007 rzecznik Coldplay poinformował o separacji Guya i Joanny, do której doszło po trzech latach małżeństwa.
Berryman jest fanem Kapitana Ameryki oraz Space Invaders.
Według opublikowanego przez brytyjską stronę MSN artykułu, Berryman był 4. osobą na liście najbogatszych osób poniżej 30 lat w Wielkiej Brytanii. Jego majątek oszacowany został na ok. 25 milionów funtów.